# Единая теория поля
Единая теория поля, ЕТП (англ. unified field theory, UFT) — вид теории поля, позволяющий записать все, что обычно считается фундаментальными силами и элементарными частицами, в терминах физического и виртуального полей. Согласно современным представлениям, силы передаются не напрямую между взаимодействующими объектами, а посредством промежуточных объектов, называемых полями.
ЕТП ставит своей задачей единое описание всех известных физических феноменов на основе единого первичного поля. Исторически существовали как классические ЕТП, так и квантовые, одним из современных примеров последних является теория струн.
С точки зрения классической теории, двойственность полей объединяется в единое физическое поле. Единая теория поля более века является актуальным направлением исследований. Термин был введен Альбертом Эйнштейном, который попытался объединить сформулированную им общую теорию относительности с электромагнетизмом. Эйнштейн восстановил классический идеал мира Спинозы, поскольку он являлся основой его мировоззрения, в теории относительности и распространил принцип относительности, найденный в XVII веке, на новые явления, открытые в XIX веке. Эйнштейн исключил из картины мира абсолютные ускоренные движения, но пойти дальше ему не удалось.
Теории Великого объединения тесно связаны с единой теорией поля, но отличаются тем, что не требуют, чтобы в основе природы были поля, и часто пытаются объяснить физические константы природы. Более ранние попытки, основанные на классической физике, описаны в статье о классических единых теориях поля. Понятие единой теории поля привело к значительному прогрессу в теоретической физике.

## Введение

### Силы
Все четыре известные фундаментальные силы передаются полями, которые в стандартной модели физики элементарных частиц возникают в результате обмена калибровочными бозонами. В частности, объединению подлежат четыре фундаментальных взаимодействия:
- Сильное взаимодействие : взаимодействие, отвечающее за удержание кварков для образования адронов, и удерживание нейтронов, ⁣ и протонов для формирования атомного ядра. Частица, передающая эту силу, называется глюон.
- Электромагнитное взаимодействие : взаимодействие, которое действует на электрически заряженные частицы. Обменной частицей для этой силы является фотон
- Слабое взаимодействие : короткодействующее взаимодействие, ответственное за некоторые формы радиоактивности, которое действует на электроны, нейтрино и кварки. Передается W- и Z-бозонами.
- Гравитационное взаимодействие: дальнодействующее взаимодействие, которое действует на все частицы. Гипотетическая обменная частица была названа гравитоном.

Современная единая теория поля пытается объединить эти четыре силы и материю в единую структуру.

## История

### Классическая теория
Первая успешная классическая единая теория поля была разработана Джеймсом Клерком Максвеллом . В 1820 году Ганс Кристиан Эрстед обнаружил, что электрические токи действуют на магниты, а в 1831 году Майкл Фарадей заметил, что изменяющиеся во времени магнитные поля могут индуцировать электрические токи. До этого электричество и магнетизм считались явлениями, не связанными друг с другом. В 1864 году Максвелл опубликовал свою знаменитую работу по динамической теории электромагнитного поля. Это был первый пример теории, которая смогла охватить разные теории поля, а именно электричество и магнетизм, и объединить их в общую теорию электромагнетизма. К 1905 году Альберт Эйнштейн использовал постоянство скорости света в теории Максвелла, чтобы объединить представления о пространстве и времени в единое целое, которое мы теперь называем пространством-временем, а в 1915 году он же расширил эту специальную теорию относительности до описания гравитации, общей теории относительности.,
В годы, прошедшие после создания общей теории, большое количество физиков и математиков с энтузиазмом участвовали в попытке унифицировать известные для того времени фундаментальные взаимодействия. Особый интерес представляют работы Германа Вейля 1919 года, который ввел в классическую теорию поля понятие калибровочного поля; теория Теодора Калуцы который расширил общую теорию относительности до пяти измерений. В теории Калуцы — Клейна гравитационная кривизна дополнительного пространственного измерения ведет себя как дополнительная сила, подобная электромагнетизму. Эти и другие модели электромагнетизма и гравитации использовались Альбертом Эйнштейном в его попытках создать классическую единую теорию поля. К 1930 году Эйнштейн уже рассмотрел систему Эйнштейна — Максвелла — Дирака. Эта система является пределом (математически неточно определённой) квантовой электродинамики. При включении в эту систему слабых и сильных ядерных взаимодействий, получается система Эйнштейна — Янга — Миллса — Дирака. Французский физик Мария-Антуанетта Тоннелат опубликовала в начале 1940-х годов статью о стандартных коммутационных соотношениях для квантованного поля со спином 2. Она продолжила эту работу в сотрудничестве с Эрвином Шредингером после Второй мировой войны. В 1960-х Мендель Сакс предложил обще ковариантную теорию поля, не требующую обращения к перенормировкам или теории возмущений.

### Теория Гейзенберга-Паули
В 1958 году Вольфганг Паули прочел в Колумбийском университете лекцию, в которой изложил единую теорию поля Гейзенберга — Паули. В аудитории присутствовал Нильс Бор. После лекции он встал и сказал: «Мы на галерке убеждены, что ваша теория безумна. Однако мы разошлись во мнениях о том, достаточно ли она безумна». Это замечание послужило поводом для горячей дискуссии, в которой Паули утверждал, что его теория достаточно безумна, чтобы быть верной, а остальные говорили, что безумия в ней недостает. В дальнейшем было показано, что Бор оказался прав: теория, представленная Паули, была неверна.

### Дальнейшее развитие
В 1963 году американский физик Шелдон Глэшоу предположил, что слабое ядерное взаимодействие, электричество и магнетизм могут возникнуть из частично объединённой электрослабой теории. В 1967 году пакистанец Абдус Салам и американец Стивен Вайнберг независимо друг от друга пересмотрели теорию Глэшоу, установив, что массы W-частицы и Z-частицы возникают из-за спонтанного нарушения симметрии с механизмом Хиггса. Эта единая теория моделировала электрослабое взаимодействие как силу, опосредованную четырьмя частицами: фотоном для электромагнитного аспекта, нейтральной частицей Z и двумя заряженными частицами W для слабого аспекта. В результате спонтанного нарушения симметрии слабое взаимодействие становится короткодействующим, и бозоны W и Z приобретают массы 80,4 и 91,2 GeV/c2 соответственно. Их теория была впервые экспериментально подтверждена открытием слабых нейтральных токов в 1973 году. В 1983 году бозоны Z и W были впервые получены в ЦЕРНе командой Карло Руббиа. За свои открытия Глэшоу, Салам и Вайнберг были удостоены Нобелевской премии по физике 1979 года. Карло Руббиа и Симон ван дер Меер получили эту премию в 1984 году.
После того, как Герардус ’т Хоофт показал, что электрослабые взаимодействия Глэшоу — Вайнберга — Салама математически согласованы, теория электрослабого взаимодействия стала шаблоном для дальнейших попыток объединения сил. В 1974 году Шелдон Глэшоу и Ховард Джорджи предложили объединить сильное и электрослабое взаимодействия в модель Джорджи — Глэшоу, первую теорию Великого Объединения, которая имела бы наблюдаемые эффекты для энергий намного выше 100 ГэВ.
С тех пор появилось несколько предложений по теории Великого Объединения, например, модель Пати—Салам, хотя ни одно из них в настоящее время не является общепринятым. Основная проблема экспериментальной проверки таких теорий — это масштаб энергии, который находится далеко за пределами досягаемости современных ускорителей. Теории Великого Объединения предсказывают относительную силу сильных, слабых и электромагнитных взаимодействий, и в 1991 году LEP определила, что суперсимметричные теории имеют правильное соотношение взаимодействий для теории Великого Объединения Джорджи — Глэшоу.
Многие теории Великого Объединения (но не Пати—Салам) предсказывают, что протон может распадаться, и если бы это было обнаружено, детали продуктов распада могли бы дать намек на другие аспекты теории Великого Объединения. В настоящее время неизвестно, может ли протон распадаться, хотя эксперименты определили нижнюю границу его жизни в 10  35  лет.

### Текущий статус
Физики-теоретики ещё не сформулировали широко принятую и последовательную теорию, которая объединяет общую теорию относительности и квантовую механику⁣, чтобы сформировать теорию всего. Попытка объединить гравитон с сильным и электрослабым взаимодействиями приводит к фундаментальным трудностям, и получившуюся теорию нельзя перенормировать. Несовместимость двух теорий остается одной из нерешённых проблем физики.

### Комментарии
1. ↑  В популярной литературе иногда называются скалькированным с английского термином теории всего